# Lena Ahlström
Lena Karin Birgitta Ahlström, ogift Skoghag, född 11 april 1953 i Enskede församling i Stockholm, är en svensk civilekonom och ledarskapskonsult med en bakgrund på olika poster inom näringslivet. Vid millennieskiftet grundade Lena Ahlström Ledarstudion (då under namnet ”Akademin för det uttrycksfulla ledarskapet”).

## Biografi
Lena Ahlström är utbildad civilekonom vid Stockholms universitet och har bland annat varit administrativ chef för Småföretagarservice AB och marknadschef för Mobil reklam AB, samt seniorkonsult på Samhällsrådet AB.[källa behövs]
I mitten av 80-talet och 13 år framåt arbetade hon med kommunikation och ledarskapsutveckling inom olika enheter på SAS. Hon var den första chefen för nygrundade SAS Intercultural Communication, som förbereder affärsresenärer för arbete i främmande kulturer. Åren 1997-2000 var hon medlem av koncernledningen på FöreningsSparbanken, där hon arbetade med sammanslagningen av bankerna samt förändrings- och ledarskapsfrågor. Från 2002 Ledarstudion (tidigare Akademin för det uttrycksfulla ledarskapet), som grundare och vd.
Lena Ahlström har bland annat varit ordförande för Föreningen Ekonomerna (1980), styrelseledamot i Näringslivets LedarskapsAkademi (1997–1998), Enskilda Gymnasiet (2002–2007), Luleå Tekniska Universitet (2007–2011), samt Postkodstiftelsen (2015–2016). Samma år var hon även jurymedlem i tidnigen Resumés utmärkelse Årets superkommunikatör.
Lena Ahlström är dotter till verkmästaren Sven (Johansson) Skoghag och Karin, ogift Thyberg. Hon var 1983–2010 gift med företagsledaren Gunnar Ahlström (född 1957).

## Publikationer
- 1984: Att vara svensk chef i Sydostasien - ledarskapsbok
- 1989: Artikel: World Class Service from a Scandinavian perspective Intercultural Press
- 2009–2013: Blogg: Veckans Affärer – Ledarskap
- 2010–2013: Krönikör, Dagens Möjligheter – nättidning Proffice
- 2017: Blogg: Connoisseur Leadership – From Good to  Great